# Pierre Le Gloan

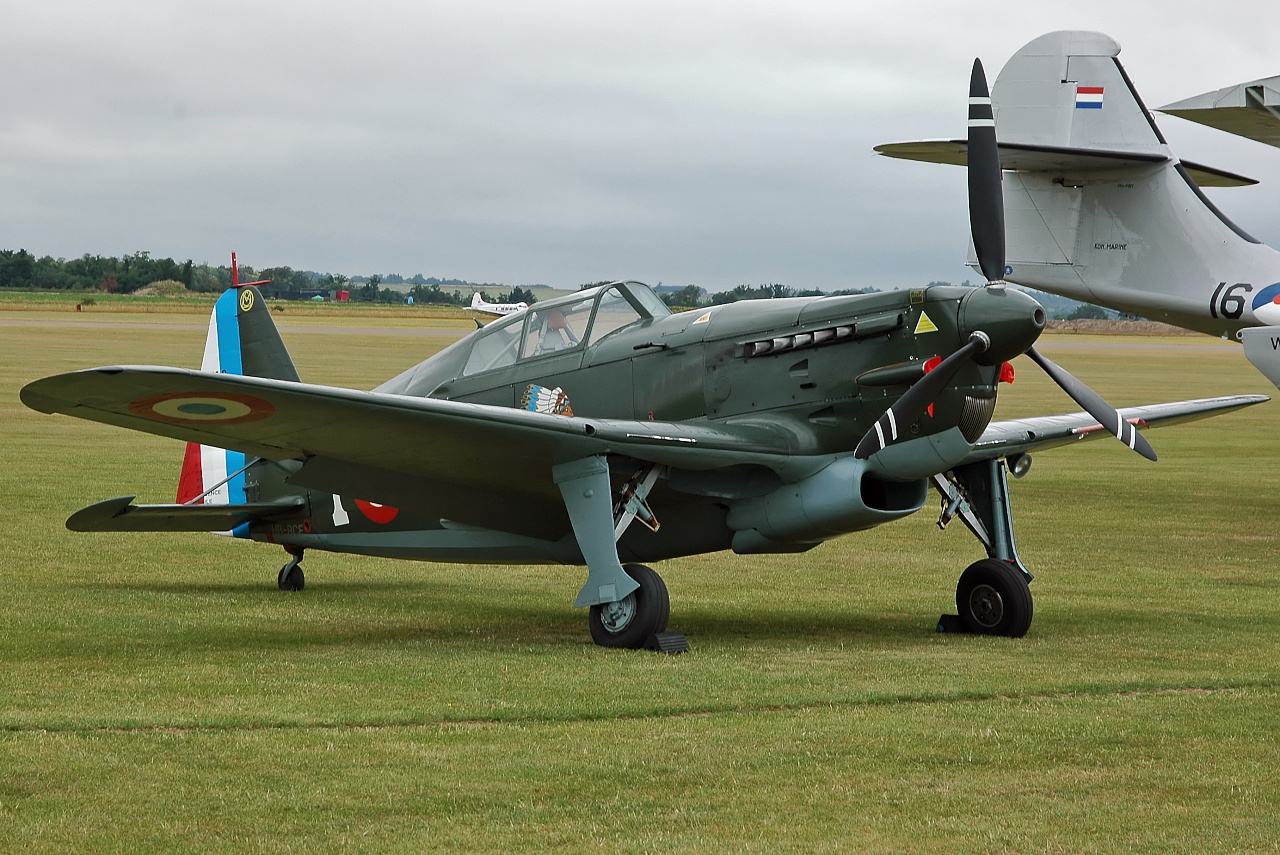
Morane Saulnier M.S.406

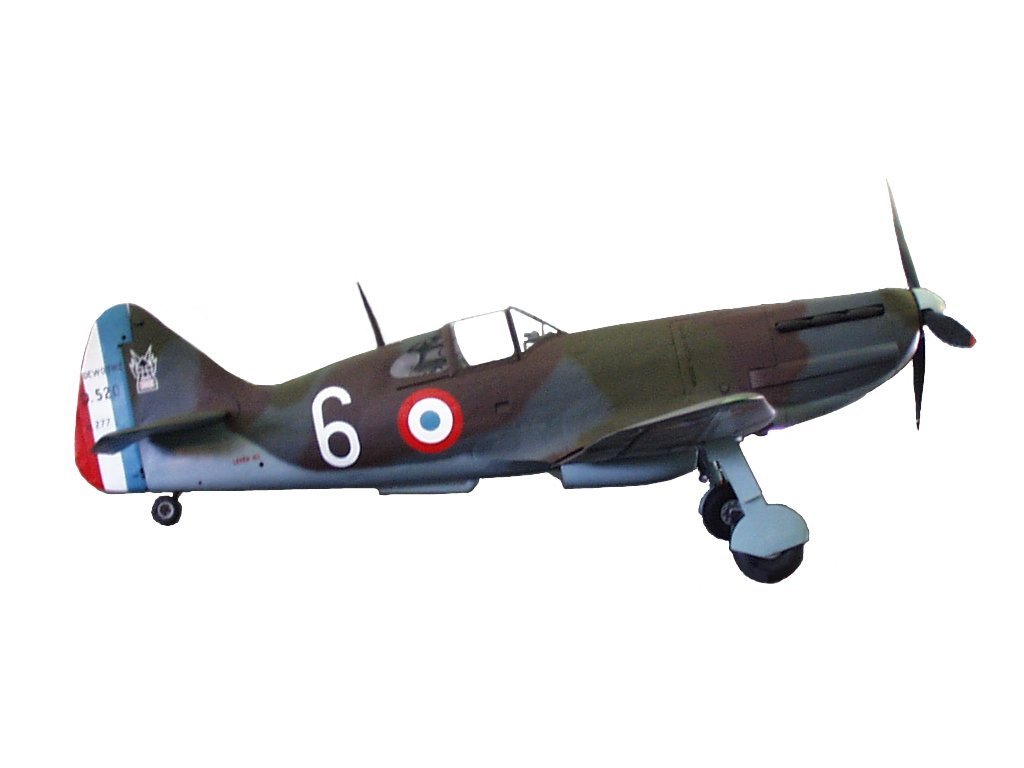
De eerste D.520 van Pierre Le Gloan

Pierre Le Gloan (Kergrist-Moëlou, 6 januari 1913 - Kust nabij Algiers, 11 september 1943) was een Frans gevechtspiloot uit de Tweede Wereldoorlog. Met achttien bevestigde overwinningen staat Le Gloan op de vierde plaats van de meest succesvolle Franse piloten uit deze oorlog. Deze aas is bekend omdat hij op een vlucht vijf Italiaanse vliegtuigen heeft vernietigd. Le Gloan heeft overwinningen tegen zowel Duitse, Italiaanse als Britse vliegers geboekt.
Pierre Le Gloan nam op 18-jarige leeftijd dienst bij de Franse luchtmacht. Aan het begin van de Tweede Wereldoorlog diende hij in de Groupe de chasse III/6 en vloog een Morane-Saulnier MS 406. Op 23 november 1939 schoot hij, samen met een andere piloot, een Dornier Do 17 neer. Voordat zijn eenheid op 31 mei 1940 naar Le Luc in Zuid-Frankrijk werd verplaatst, schoot hij nog drie Duitse bommenwerpers neer. In Le Luc vloog zijn eenheid de Dewoitine D.520, toentertijd het beste Franse jachtvliegtuig.
Op 15 juni 1940 kwam Le Gloan samen met twee andere piloten een groep Italiaanse bommenwerpers met escorte tegen. Met zijn gebruikelijke agressiviteit leidde Le Gloan de aanval. Binnen 45 minuten had hij vier Fiat CR.42's en een Fiat BR.20 neergehaald.
Na de capitulatie van Frankrijk werd de Groupe de chasse III/6 als deel van de Vichy-luchtmacht naar Algiers overgeplaatst. In dienst van Vichy-Frankrijk vocht Le Gloan tegen zijn voormalige bondgenoten, de Britten. Op 5 juli 1941 had Le Gloan een totaal van achttien overwinningen behaald.
Tijdens Operatie Torch, de invasie van Frans Noord-Afrika door de geallieerden, kwam de eenheid van Le Gloan niet in actie. Na de overgave van de Vichy-troepen werd Le Gloan piloot voor de Vrije Fransen. Tijdens een patrouillevlucht op 11 september 1943 kwam er zwarte rook uit zijn toestel. Le Gloan probeerde terug te keren naar de basis, maar de motor stopte ermee. Hij kwam om bij een noodlanding op het water.

## Bevestigde luchtoverwinningen
| Nummer | Eigen toestel          | Datum            | Soort             | Nationaliteit       | Lot           | Locatie                                                    |
| ------ | ---------------------- | ---------------- | ----------------- | ------------------- | ------------- | ---------------------------------------------------------- |
| 1      | Morane-Saulnier MS 406 | 23 november 1939 | Dornier Do 17     | nazi-Duitsland      | Neergeschoten | in de buurt van Verdun, in het département Meuse.          |
| 2      | Morane-Saulnier MS 406 | 2 maart 1940     | Dornier Do 17     | nazi-Duitsland      | Neergeschoten | 17, 2 kilometer ten zuidoosten van Bouzonville, Meuse      |
| 3      | Morane-Saulnier MS 406 | 11 mei 1940      | Heinkel He 111    | nazi-Duitsland      | Neergeschoten | boven Pirey, in le Doubs                                   |
| 4      | Morane-Saulnier MS 406 | 14 mei 1940      | Heinkel He 111    | nazi-Duitsland      | Neergeschoten | in de buurt van Fougerolles, in de Haute-Saône             |
| 5      | Dewoitine D.520        | 13 juni 1940     | Fiat BR.20        | Italië              | Neergeschoten | boven Agay, in het Var-gebied                              |
| 6      | Dewoitine D.520        | 13 juni 1940     | Fiat BR.20        | Italië              | Neergeschoten | 15 mijl ten oosten van Cap Camarat, Var                    |
| 7      | Dewoitine D.520        | 15 juni 1940     | Fiat CR.42        | Italië              | Neergeschoten | boven Beauvallon, Var                                      |
| 8      | Dewoitine D.520        | 15 juni 1940     | Fiat CR.42        | Italië              | Neergeschoten | boven Ramatuelle, Var                                      |
| 9      | Dewoitine D.520        | 15 juni 1940     | Fiat CR.42        | Italië              | Neergeschoten | kasteel van Saint-Amé (Ramatuelle), in het département Var |
| 10     | Dewoitine D.520        | 15 juni 1940     | Fiat CR.42        | Italië              | Neergeschoten | bij een boerderij in Moulin Rouge, Var                     |
| 11     | Dewoitine D.520        | 15 juni 1940     | Fiat BR.20        | Italië              | Neergeschoten | bij een boerderij in Thermes, Var                          |
| 12     | Dewoitine D.520        | 8 juni 1941      | Hawker Hurricane  | Verenigd Koninkrijk | Neergeschoten | boven Damascus, in Syrië                                   |
| 13     | Dewoitine D.520        | 9 juni 1941      | Hawker Hurricane  | Verenigd Koninkrijk | Neergeschoten | boven zee ter hoogte van Saïda, in Libanon                 |
| 14     | Dewoitine D.520        | 9 juni 1941      | Hawker Hurricane  | Verenigd Koninkrijk | Neergeschoten | boven zee ter hoogte van Saïda in Libanon                  |
| 15     | Dewoitine D.520        | 15 juni 1941     | Gloster Gladiator | Verenigd Koninkrijk | Neergeschoten | 5 km ten westen van Ezraa, in Syrië                        |
| 16     | Dewoitine D.520        | 23 juni 1941     | Hawker Hurricane  | Verenigd Koninkrijk | Neergeschoten | 2 kilometer ten westen van Rayack, in Libanon              |
| 17     | Dewoitine D.520        | 5 juli 1941      | Hawker Hurricane  | Verenigd Koninkrijk | Neergeschoten | Syrië                                                      |
| 18     | Dewoitine D.520        | 5 juli 1941      | Hawker Hurricane  | Verenigd Koninkrijk | Neergeschoten | boven Deir ez-Zor, in Syrië                                |

## Onderscheidingen
- Ridder in het Legioen van Eer[1]
- Médaille militaire[1]
- Croix de guerre 1939-1945 met 10 Palmen en Ster[1]